# Mi hermano del alma
Pour plus de détails, voir Fiche technique et Distribution.
Mi hermano del alma est un film espagnol réalisé par Mariano Barroso, sorti en 1994.

## Synopsis
Après de nombreuses années de séparation, Toni réapparaît dans la vie de son frère Carlos.

## Fiche technique
- Titre : Mi hermano del alma
- Réalisation : Mariano Barroso
- Scénario : Mariano Barroso et Joaquín Oristrell
- Musique : Bingen Mendizábal
- Photographie : Flavio Martínez Labiano
- Montage : Miguel Ángel Santamaría
- Production : Fernando Colomo
- Société de production : Fernando Colomo Producciones Cinematográficas et Sociedad General de Televisión
- Pays :  Espagne
- Genre : Thriller
- Durée : 93 minutes
- Dates de sortie : 
  -  Espagne : 18 février 1994

## Distribution
- Juanjo Puigcorbé : Toni
- Carlos Hipólito : Carlos
- Lydia Bosch : Julia
- Juan Echanove : Sebastián
- Chema Muñoz : le médecin
- Walter Vidarte : Alberto
- Roberto Cairo : le photographe
- Anna Azcona : Inma
- Xus Estruch : Sully
- Roser Camí : Ania
- Isabel Malvar : Lucy
- Mònica Glaenzel : Sofia
- Jordi Sánchez i Zaragoza : Claudio
- Camilo Rodríguez : Angel
- Pep Planas : Mozo Flores

## Distinctions
Le film a été nommé pour deux prix Goya et a remporté le prix Goya du meilleur nouveau réalisateur.